# Kipferl

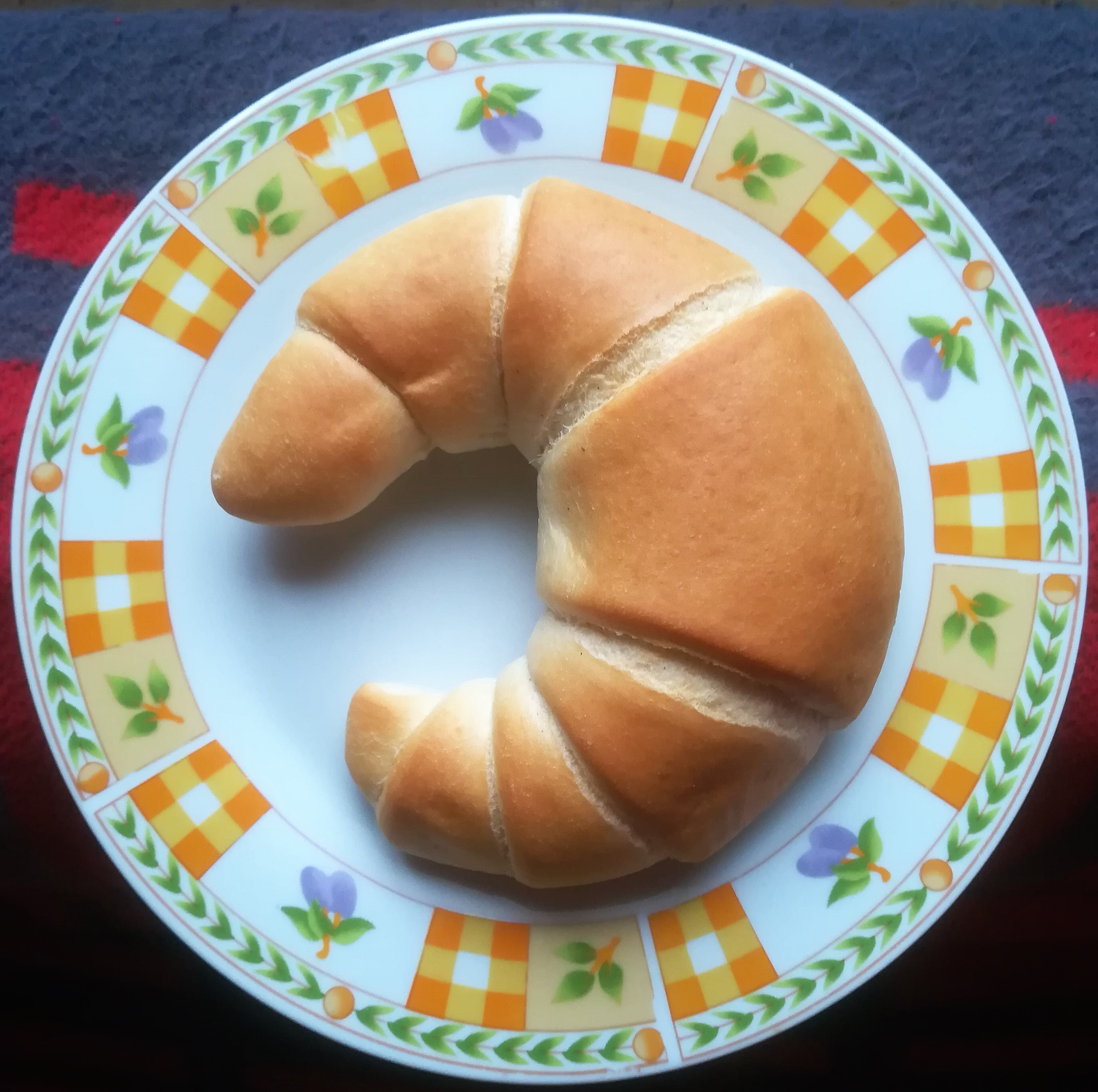
Mürbes Kipferl aus meist nicht gesüßtem Hefeteig

Ein Kipferl (plural Kipferl oder Kipferln) ist eine längliche, gebogene Backware. Es kann aus süßem Teig (mürbes Kipferl) oder aus Briocheteig (Briochekipferl) hergestellt werden. Die Bezeichnung Kipferl ist vor allem in Österreich und Bayern gebräuchlich und wird auch für saisonales Kleingebäck wie Vanillekipferln verwendet. Kipferl ist zudem österreichisches Standarddeutsch. Im Südwesten Deutschlands wird das Gebäck Gipfel genannt, in anderen Gegenden Deutschlands wird es als Hörnchen bezeichnet. In der Schweiz ist eine Füllung mit Haselnuss- (Nussgipfel) oder Mandelpaste (Mandelgipfel) üblich.
In Ungarn gibt es Kipferl unter der aus dem Österreichischen stammenden Bezeichnung kifli, während es in Kroatien als kifla und in Italien als kifel bezeichnet wird.

## Geschichte

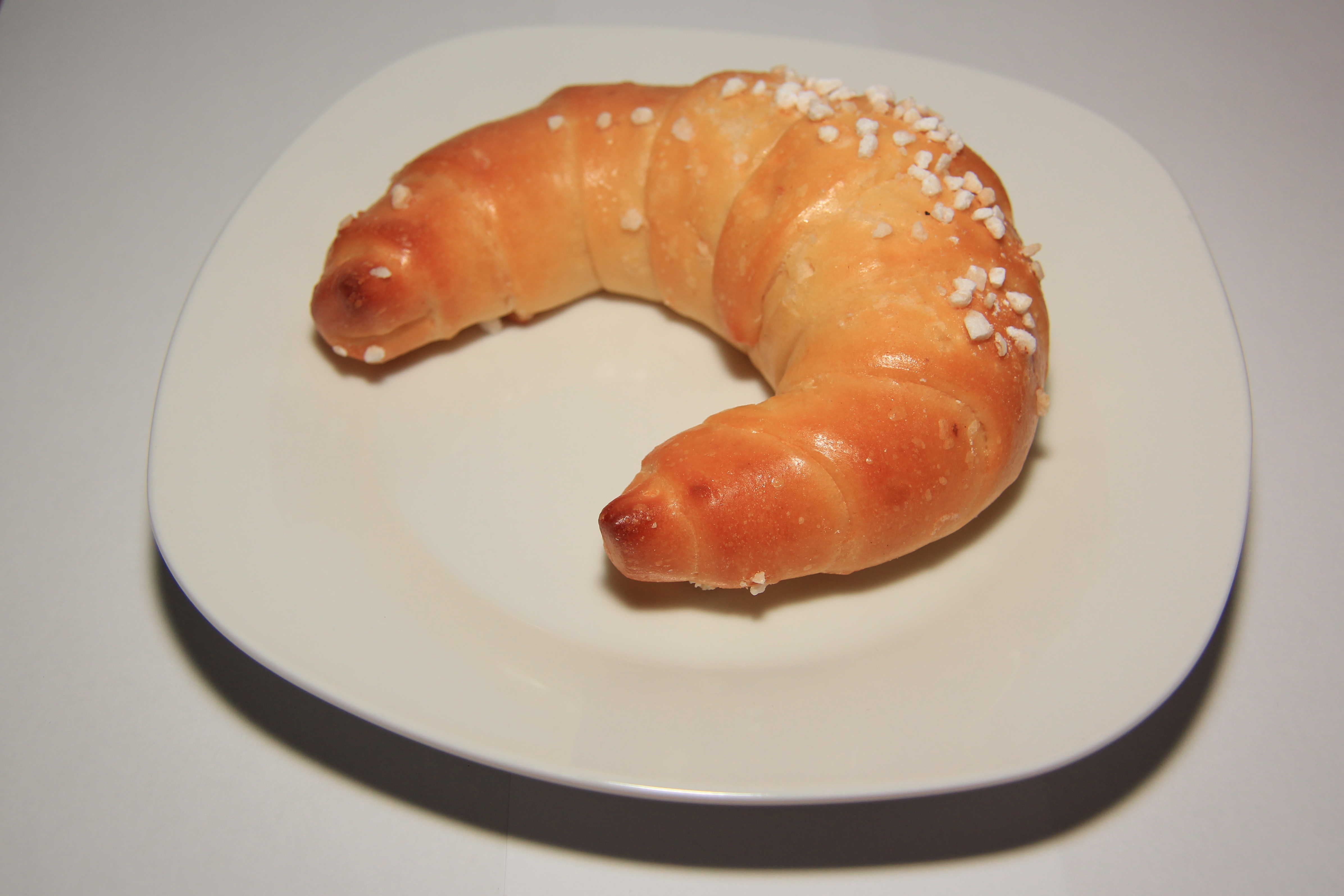
Briochekipferl mit Hagelzucker

Vanillekipferln

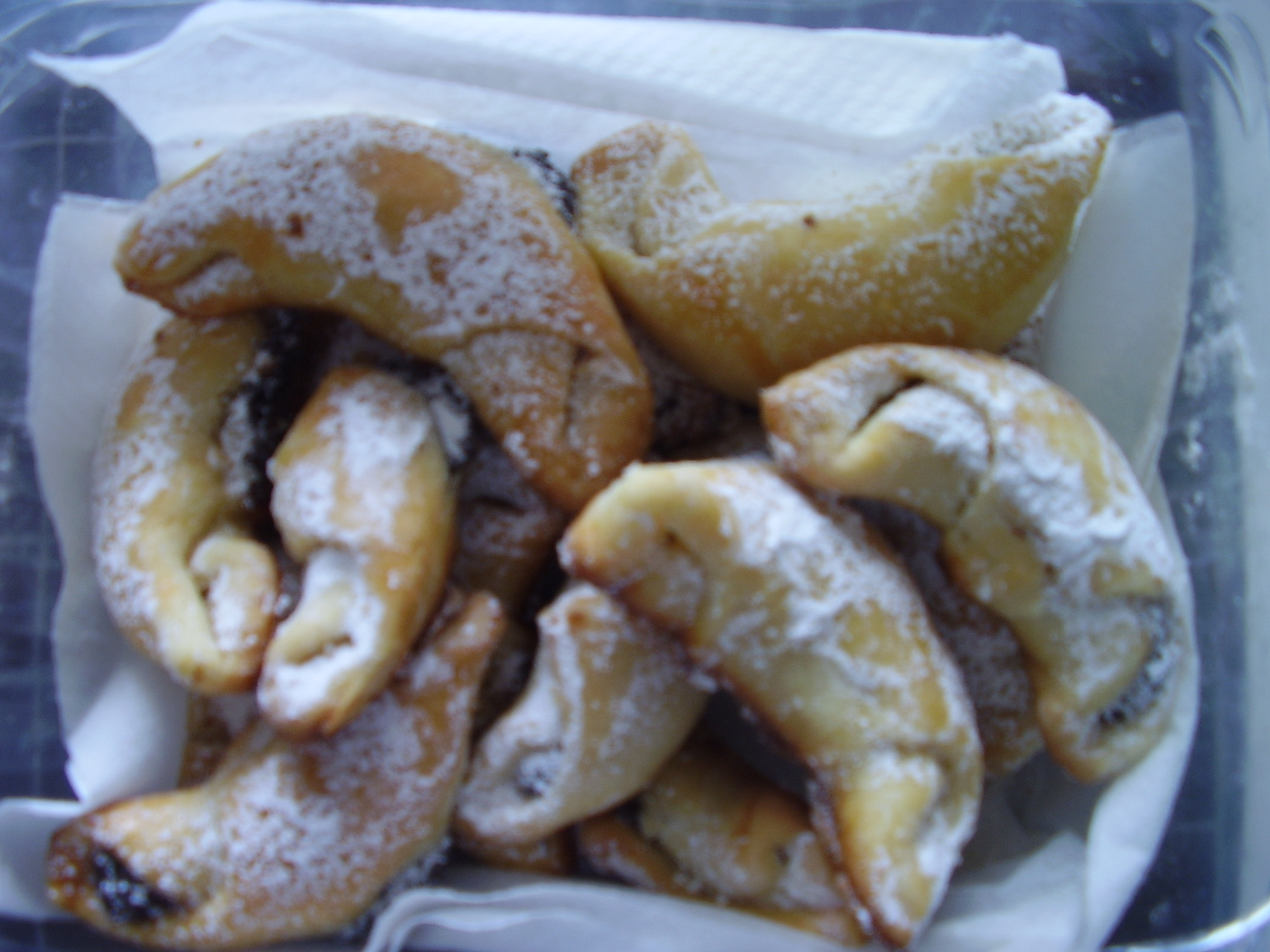
Pressburger Kipferln (bratislavský rožok)

Der Legende nach sei es in Wien als Hohn auf die erfolglose Zweite Türkenbelagerung entstanden. Dass die Form des Kipferls mit dem türkischen Halbmond im Zusammenhang steht, ist jedoch nicht nachweisbar. Vielmehr ist das Kipferl bereits in einer Urkunde des 12. Jahrhunderts erwähnt. Weiters ist es im späten 17. Jahrhundert im Zusammenhang mit einer Bäckerei in Mödling nachgewiesen:

„Heunt hat Hr Viechtl durch den Feringer dem Hr Markt Richter und Einem Ehr(samen) Rath Erindern laß(en), das Ihro Maye(stät) die Römische Kayserin schon Etlich mahl und heunt widerumb Umb Mödlinger Kipfl einen reüttend Poth heraus geschickt, man kunte aber nichts hab(en), oder sye syn zimblich schwarz, wolle also Ein löbl. Magistrat dahin geh(en), und die beken darzuo anhalt(en), damit der Mödlinger Ruhm erhalten werde.“

Dabei bezieht sich die Bezeichnung Römische Kayserin auf Eleonore Magdalene von Pfalz-Neuburg, die Mutter von Joseph I. und Karl VI.
Durch Marie Antoinette, eine Tochter der österreichischen Kaiserin Maria Theresia, kam die Halbmondform der Kipferl angeblich im 18. Jahrhundert nach Frankreich. Sie wurden jedoch aus Hefeteig (Brioche) hergestellt und nach der Sichelform des zunehmenden Mondes (croissant de lune) umbenannt. Erst Ende des 19. Jahrhunderts kam in Frankreich das heutige Croissant aus Plunderteig auf.